# Nina Kiri

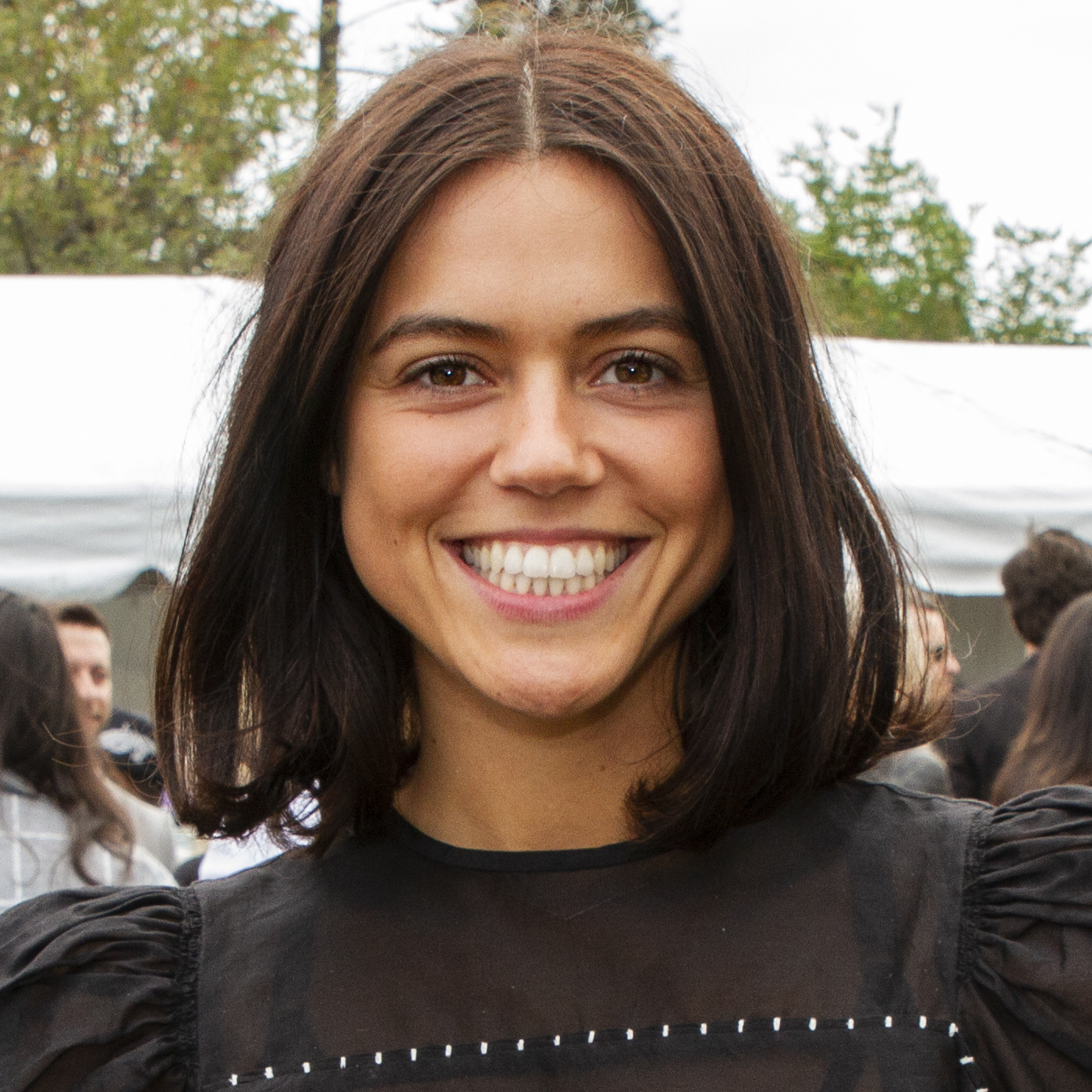
Nina Kiri (2019)

Nina Kiri (* 3. September 1992 in Belgrad, Bundesrepublik Jugoslawien als Nina Kiridžija) ist eine serbische Schauspielerin, die auch die kanadische Staatsbürgerschaft besitzt.

## Leben und Karriere
Nina Kiridžija wurde 1992 während der Jugoslawien-Kriege in Belgrad, heutiges Serbien, geboren, als es noch die Bundesrepublik Jugoslawien war. Ihre Familie zog nach Vancouver, Kanada, wo sie zunächst im Schultheater und ab 2007 auch beruflich tätig wurde.
Ihr Leinwanddebüt war ein kurzer Auftritt in dem Fernsehfilm Movie Star des Disney Channel im Jahr 2011. Im Jahr 2016 drehte Kiri mit der serbisch-kanadischen Regisseurin Sanja Zivkovic den Kurzfilm Cleo. Kiri spielte die Hauptrolle in drei Horrorfilmen: Let Her Out (2016), The Haunted House on Kirby Road (2016) und The Heretics (2017). Ihre Darstellung in The Heretics gewann den Preis für die beste Schauspielerin beim Buffalo Dreams Fantastic Film Festival.
Kiri wurde ab 2017 durch ihre wiederkehrende Rolle als Alma in der Fernsehserie The Handmaid’s Tale bekannt.

## Filmografie
- 2011: Movie Star – Küssen bis zum Happy End (Geek Charming, Fernsehfilm)
- 2012: The Secret Circle (Fernsehserie, Episode 1x12 Blick in die Vergangenheit)
- 2012: Supernatural (Fernsehserie, Episode 8x01 Wo ist Kevin?)
- 2013: I Am Vengeance
- 2016: Let Her Out
- 2016: Cleo (Kurzfilm)
- 2016: The Haunted House on Kirby Road
- 2016: Super Detention
- 2017: The Heretics
- 2017–2022: The Handmaid’s Tale – Der Report der Magd (The Handmaid’s Tale, Fernsehserie, 27 Episoden)
- 2019: Easy Land
- 2020: Love in Harmony Valley (Fernsehfilm)
- 2020: Inn Love (Kurzfilm)
- 2021: I Am Mortal
- 2021–2022: See – Reich der Blinden (See, Fernsehserie, 7 Episoden)
- 2022: Ensemble
- 2023: Zoe’s Having a Baby (Fernsehfilm)
- 2023: Fingernails
- 2023: Escalation
- 2024: Murdoch Mysteries (Fernsehserie, Episode 17x21 Engaged to be Murdered)
- 2024: Writing a Love Song
- 2024: Shook